# Richard Steimle
Richard Steimle  (* 18. Dezember 1923; † 18. März 2000 in Stuttgart) war ein deutscher Fußballspieler.

## Werdegang
In der Jugend wurde Steimle beim VfR Gaisburg als Stürmer ausgebildet. Auf dieser Position spielte er auch nach seinem Wechsel zum Stuttgarter SC, mit dem er bereits im Alter von 17 Jahren in der Gauliga Württemberg antrat. 1945 wechselte Steimle zum VfB Stuttgart, bei dem er als linker Verteidiger spielte. Mit dem VfB wurde er 1950 und 1952 Deutscher Meister und im Jahr 1954 Deutscher Pokalsieger. Im Jahre 1951 wurde er zusammen mit der Mannschaft des VfB mit dem Silbernen Lorbeerblatt ausgezeichnet. Er beendete 1954 wegen einer verschleppten Gelbsucht seine Karriere.
Dem Präsidium des VfB gehörte er 1975 bis 1995 an und von 1976 bis 1987 war er außerdem Mannschaftsbetreuer des VfB. 1994 wurde er Ehrenmitglied des VfB Stuttgart.